# 777 Gutemberga

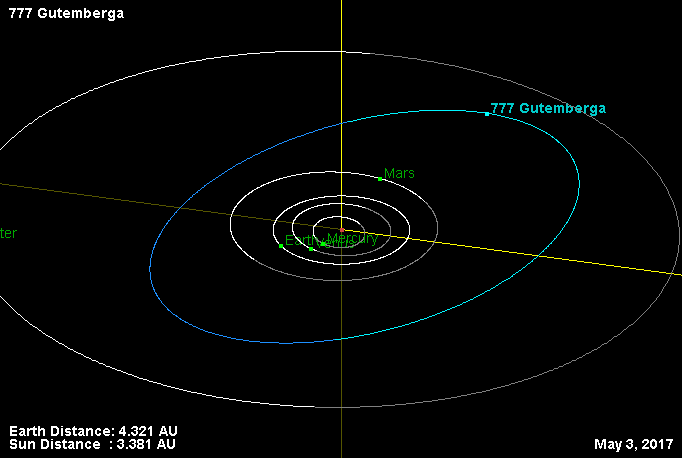
Órbita de Gutemberga

Gutemberga (asteroide 777) é um asteroide da cintura principal com um diâmetro de 65,57 quilómetros, a 2,9045076 UA. Possui uma excentricidade de 0,1003841 e um período orbital de 2 118,92 dias (5,8 anos).
Gutemberga tem uma velocidade orbital média de 16,57620281 km/s e uma inclinação de 12,99959º.
Esse asteroide foi descoberto em 24 de Janeiro de 1914 por Franz Kaiser.